# Boquilla de sujeción

Una boquilla de sujeción tipo W con rosca externa (rojo) siendo arrastrada hacia su husillo (verde) mediante una barra guía (azul), fijando, rotando y luego liberando un eje.

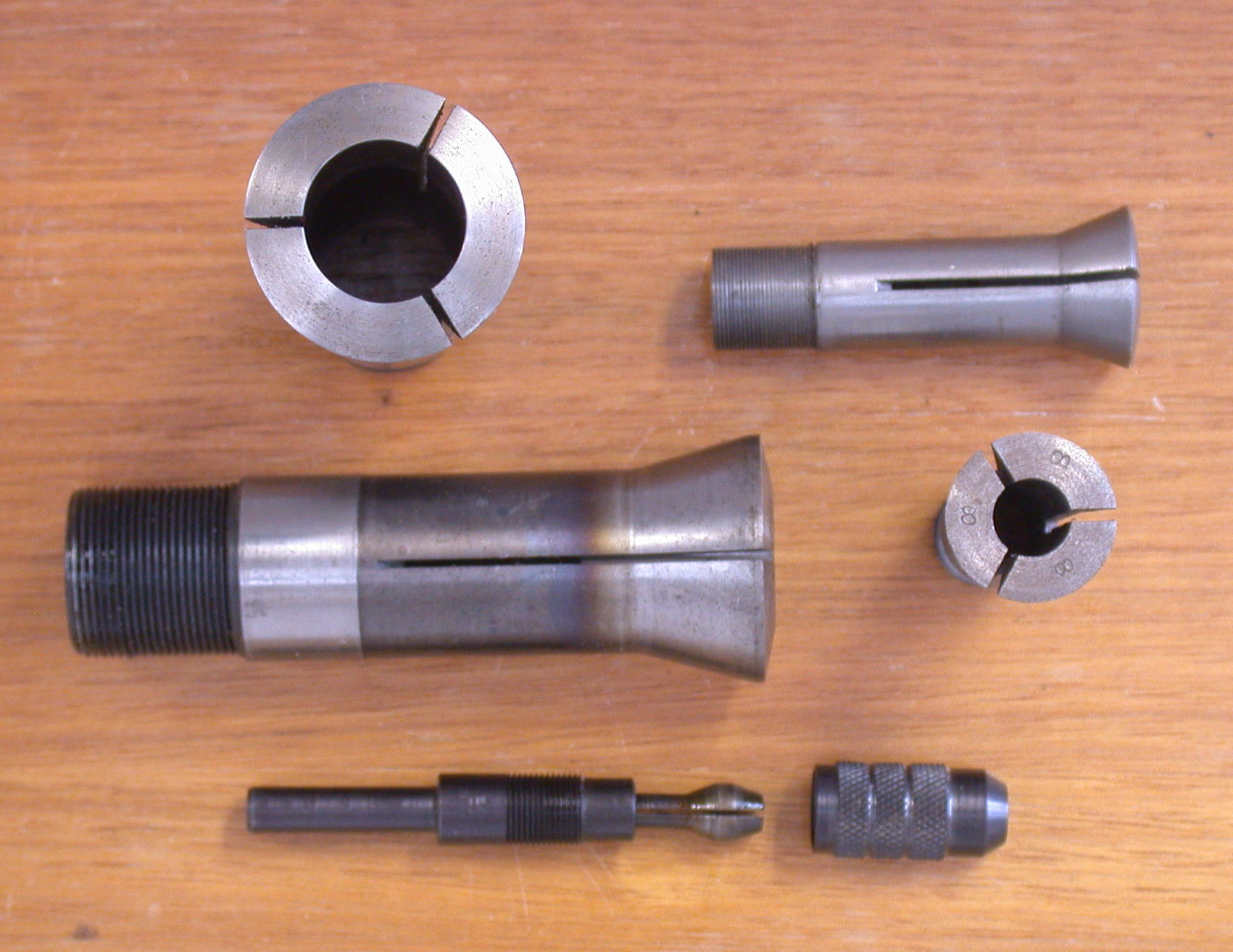
Partes de boquillas de sujeción.

Una boquilla de sujeción o collet es un subtipo de mandril que forma un cuello alrededor de un objeto apresándolo con una gran fuerza cuando se lo ajusta, por lo general mediante un collar externo aguzado. Se lo suele utilizar para fijar piezas sobre las que se está trabajando o herramientas.
Una boquilla de sujeción externa es un manguito con (normalmente) una superficie interna cilíndrica y una superficie exterior cónica. El collet puede ser empujado contra un sector cónico de forma tal que su superficie interna se contrae tomando un diámetro levemente menor, y la herramienta o pieza para fijarla con firmeza. A menudo ello se realiza mediante un collet elástico, fabricado con acero elástico, con uno o más cortes a lo largo para permitir que se expanda y contraiga. Un diseño alternativo de collet es uno que posee varios bloques de acero troncocónicos (esencialmente bloques calibre cónicos) ubicados en posición circular (como las puntas de una estrella, o las mandíbulas de una mandril) mediante un material flexible de ajuste (por lo general usando goma sintética o natural). Independientemente del diseño del collet, el principio operativo es el mismo: apretar el collet contra la herramienta o pieza a fijar, lo que produce una elevada fricción estática y una alineación precisa.
Se puede utilizar un collet interno para fijar dos tubos telescópicos entre sí. En este caso, el collet tiene la forma de un cono truncado perforado y con rosca en torno a la línea de su eje. El diámetro del collet corresponde con el orificio del tubo interior, teniendo el extremo más grande ligeramente mayor que el orificio, mientras que el diámetro más pequeño es ligeramente menor que el orificio. Se usa un perno roscado, anclado en su otro extremo al tubo, para jalar el collet dentro del tubo. El aumento del diámetro del collet hace que el tubo interno se expanda y se empuje contra la pared interior del tubo exterior, lo que traba los dos tubos. El tubo interno a menudo está ranurado para facilitar esta expansión.

## Nomenclatura

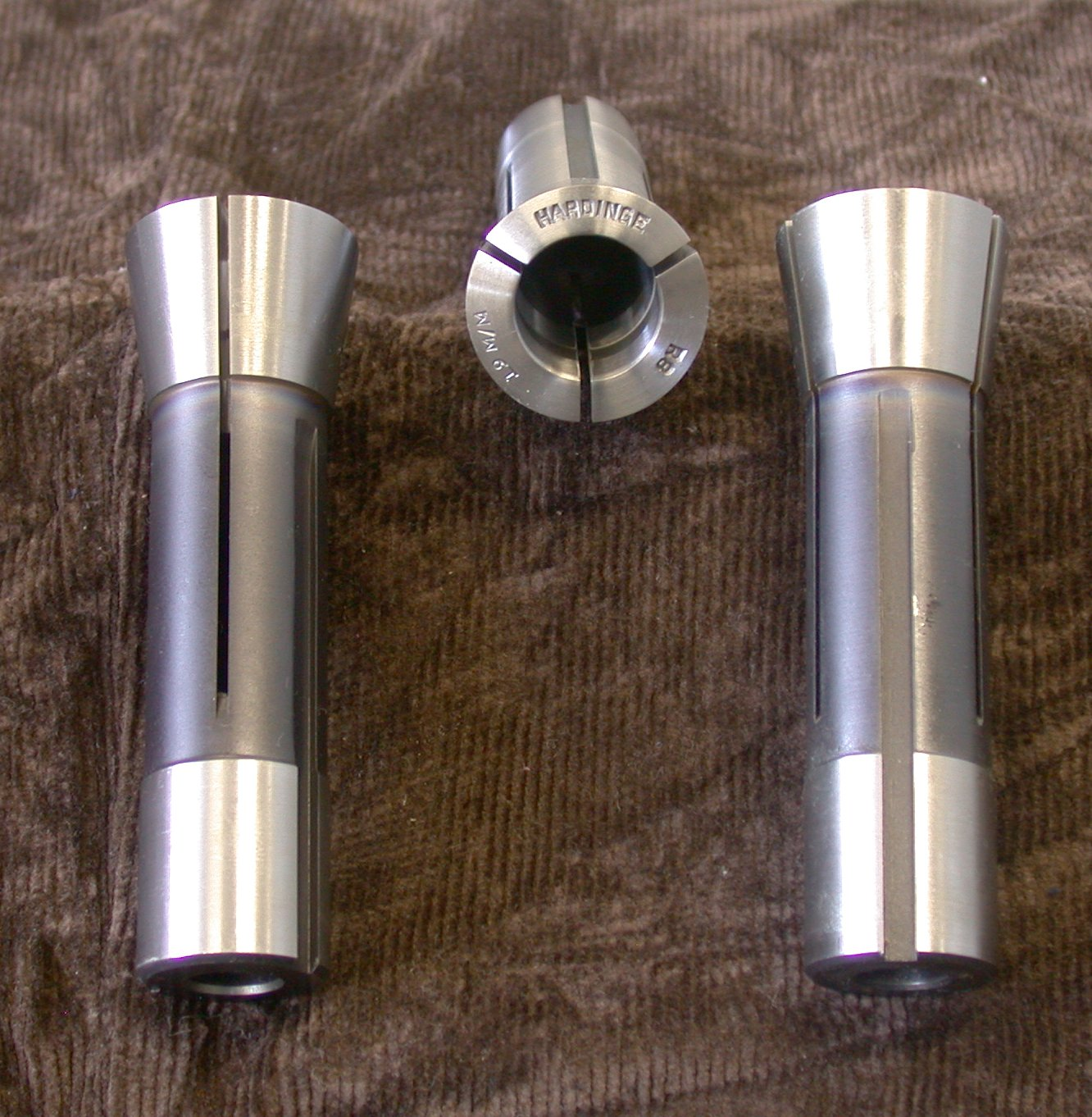
Collets R8.

Por lo general, un mandril collet, considerado como una unidad, consiste de un manguito cónico (a veces parte integral del huso de la máquina), el collar o collet propiamente dicho (por lo general fabricado de acero elástico) el cual se inserta en el manguito receptor, y (a menudo) una tapa que se enrosca sobre el collet, que lo traba mediante otro elemento cónico.
Por lo general en los talleres, los términos collet y mandril son utilizados en forma indistinta; los operarios hacen referencia a tener fijada una pieza o herramienta con un collet o un mandril. En este contexto "mandril" significa todo tipo de mandril que no sea un mandril collet (mandril a rosca, mandril con mordazas independientes]], entre otros.).

## Características generales
Los collets tiene un rango relativamente reducido de diámetros que aceptan y es necesario disponer de un gran número de boquillas de sujeción para poder aceptar un conjunto de herramientas de distintos diámetros. Ello representa una desventaja, ya que es preciso una mayor inversión de capital y lo hace menos apropiado para utilizarlo en los taladros eléctricos, etc. Sin embargo, la ventaja del collet comparado con otros tipos de mandriles es que combina todas las siguientes características en un mandril; lo que hace sean útiles para tareas repetitivas:
| -                                                                                             | Collet    | Mandril con mordaza a rosca | Mandril con mordazas independientes             |
| --------------------------------------------------------------------------------------------- | --------- | --------------------------- | ----------------------------------------------- |
| 1. Ajuste rápido (aflojar una herramienta, cambiar la herramienta, volver a ajustar)          | Confiable | Confiable                   | Generalmente no                                 |
| 2. Auto centrado                                                                              | Confiable | Confiable                   | Nunca                                           |
| 3. Ajuste fuerte                                                                              | Confiable | A veces                     | Confiable                                       |
| 4. Resistencia a aflojarse                                                                    | Confiable | A veces                     | Generalmente                                    |
| 5. Centrado preciso (excentricidad inferior a 0.13 mm TIR y por lo general menos de 0.025 mm) | Confiable | Poco confiable              | Confiable (pero requiere de tiempo y habilidad) |